# الفوارة (العراق)
الفوارة قرية تقع على مسافة حوالي 10 كم شمال عفك في الطريق المؤدي إلى ناحية سومر وعلى الضفة اليسرى لنهر عفك في العراق. وتمتاز القرية بتنظيمها النسبي مقارنة بالقرى الأخرى في المنطقة، حيث يوجد فيها مركز صحي ومدرسة ومحلات تجارية. تحيطها الأراضي الزراعية وبساتين النخيل، وهي ليست قرية الغجر المسماة خطأ الفوار والتي يسكنها الغجر (الكاولية) والواقعة على الطريق الواصل بين مدينتي الديوانية وعفك وبمسافة 12 كم شرق مدينة الديوانية. علماً أنَّ الفوار هي مركز لناحية اسمها الرسمي (نفر) وتقع في منتصف المسافة الواصلة بين مدينتي الديوانية وعفك.

## التاريخ
قرية تأسست في النصف الأول من القرن التاسع عشر، تميزت بثراء اهلها نتيجة المزارع الخصبة التي تزرع الشلب والبساتين الكثيرة التي تحيط به.
تعرضت القرية لفجيعة في سنة 1869م عندما اعدم الوالي العثماني مدحت باشا الشيخ ونان ال شهيب قائد ثورة عفك أو حركة الدغارة في وقتها، وفي أواخر القرن التاسع عشر هجرها اهلها ليسكنوا في مناطق غماس مع عشيرة ال زياد في ما يسمى بال«كومة الأولى» وأرخت ب«دغش» 1304هـ ثم عادوا بعد تأسيس سد الهندية الأولى التي أنهارت في بداية القرن العشرين فهاجر أهلها من جديد في ما يسمى ب«الكومة الثانية» ولكن بأتجاه شط الغراف ونهر دجلة هذه المرة وأرخت ب«وغش» 1306هـ.
وبعد إنشاء سد الهندية سنة 1913م عاد إليها سكانها وبدؤوا بزراعة النخيل وتقسيم المياه فأزدهرت.
وكان لأهل هذه المدينة صلة خاصة بمدينة الحلة«محافظة بابل حالياً» حيث أختارها الشيخ محمد سماكة الزعيم السياسي والديني المتوفى سنة 1974مهجرا له بعد قيام الأتراك بأعدام وسجن ومضايقة أهالي الحلة في ما يسمى ب«دكة عاكف باشا» أثناء الحرب العالمية الأولى. 